# Infinite Resonance
《infinite Resonance》是fripSide（三期）的第一张专辑，于2022年10月19日由日本NBC环球娱乐发售。

## 收录曲目
1. infinite Resonance [4:01]
作詞・作曲：八木沼悟志
2. dawn of infinity [4:54]
作詞・作曲・編曲：八木沼悟志
3. Flames [3:36]
作詞・作曲：八木沼悟志
主唱：阿部寿世
阿部寿世的solo曲
4. Insoluble Snow [5:54]
作詞・作曲：八木沼悟志
5. trust in you -version 2022- [4:45]
作詞：山下慎一狼・八木沼悟志
作曲：八木沼悟志
《fripSide PC game compilation vol.1》中trust in you的翻唱。
6. with a smile [4:53]
作詞：阿部寿世・八木沼悟志
作曲：八木沼悟志
主唱：阿部寿世
阿部寿世的solo曲
7. Your Way [3:40]
作詞：八木沼悟志
作曲：齋藤真也
8. Distance [4:15]
作詞・作曲：八木沼悟志
主唱：上杉真央
上杉真央的solo曲。
9. Reach for the light [4:31]
作詞：上杉真央・八木沼悟志
作曲：八木沼悟志
主唱：上杉真央
上杉真央的solo曲
10. Forget-me-not [4:43]
作詞：八木沼悟志
作曲：齋藤真也
11. an Effect of Fate [5:42]
作詞・作曲：八木沼悟志
12. New World [4:24]
作詞：八木沼悟志
作曲：齋藤真也
13. Shape of Delight [4:39]
作詞・作曲：八木沼悟志

## 参与音乐人

### CD
fripSide
- 阿部寿世：主唱
- 上杉真央：主唱
- 八木沼悟志：键盘、合成器、和声

支援音乐人
- a2c：吉他 (#2,4,9,13)
- 城石真臣：吉他 (#1,3,5,7,8,10,11,12)
- 井上裕治：吉他 (#6)
- 齋藤真也：键盘、编曲